# Kingsley Martin
Kingsley Martin, född 1897 i London, död 1969 i Kairo, Egypten, var en engelsk skriftställare och redaktör.

## Biografi
Martin var son till en socialistisk och pacifistisk minister och växte upp med ett starkt politiskt inflytande i sitt liv. Efter grundskolan fick han ett stipendium till Mill Hill School men blev redan under skoltiden aktuell för militär tjänstgöring under första världskriget.
Efter kriget återvände Martin till det akademiska livet vid Magdalene College, Cambridge. Samtidigt med studierna vid universitetet blev han politiskt aktiv och gick med i grupper som Union of Democratic Control och Fabian Society. Efter att ha fått sin examen flyttade han till USA för att undervisa vid Princeton University under ett år.
När Martin återvände till England anställdes han som en litteraturkritiker vid tidskriften The Nation. Hans arbetsgivare använde också sina kontakter för att ge honom ett lärarjobb vid London School of Economics. Förutom att få ett nytt arbete, lyckades han publicera en av sina tidigaste böcker, The Triumph of Lord Palmerston. Han kvar på LSE i tre år, innan han blev erbjuden ett jobb som ledarskribent på Manchester Guardian. Martin accepterade detta, och under hans tid där han publicerade han ett annat arbete, French Liberal Thought in the Eighteenth Century.
År 1931 blev Martin redaktör för New Statesman 1930. Med honom som redaktör, fick New Statesman en viktig påverkan på Labours politik. Martin var ursprungligen pacifist, men övergav denna ståndpunkt som svar på uppkomsten av fascismen på 1930-talet. Han kvarstod på sin post som redaktör till 1960. Som radikal socialdemokrat (Labour), utövade han även stort inflytande på andra av Västeuropas arbetarpartier.